# Hellyerite
La hellyerite è un minerale.